# Emérico V de Narbona
Emérico V ou Américo V de Narbona (em francês: Aymeri V) foi um governante de Narbona com origem na Casa de Lara que governou o viscondado de Narbona entre 1328 e 1336. O seu governo foi antecedido pelo de Amalrico II de Narbona e foi seguido pelo de Amalrico III de Narbona. 